# Poggio Bustone
Poggio Bustone är en ort och kommun i provinsen Rieti i regionen Lazio i Italien. Kommunen hade 2 015 invånare (2018).